# 2014年莫斯科校园枪击案

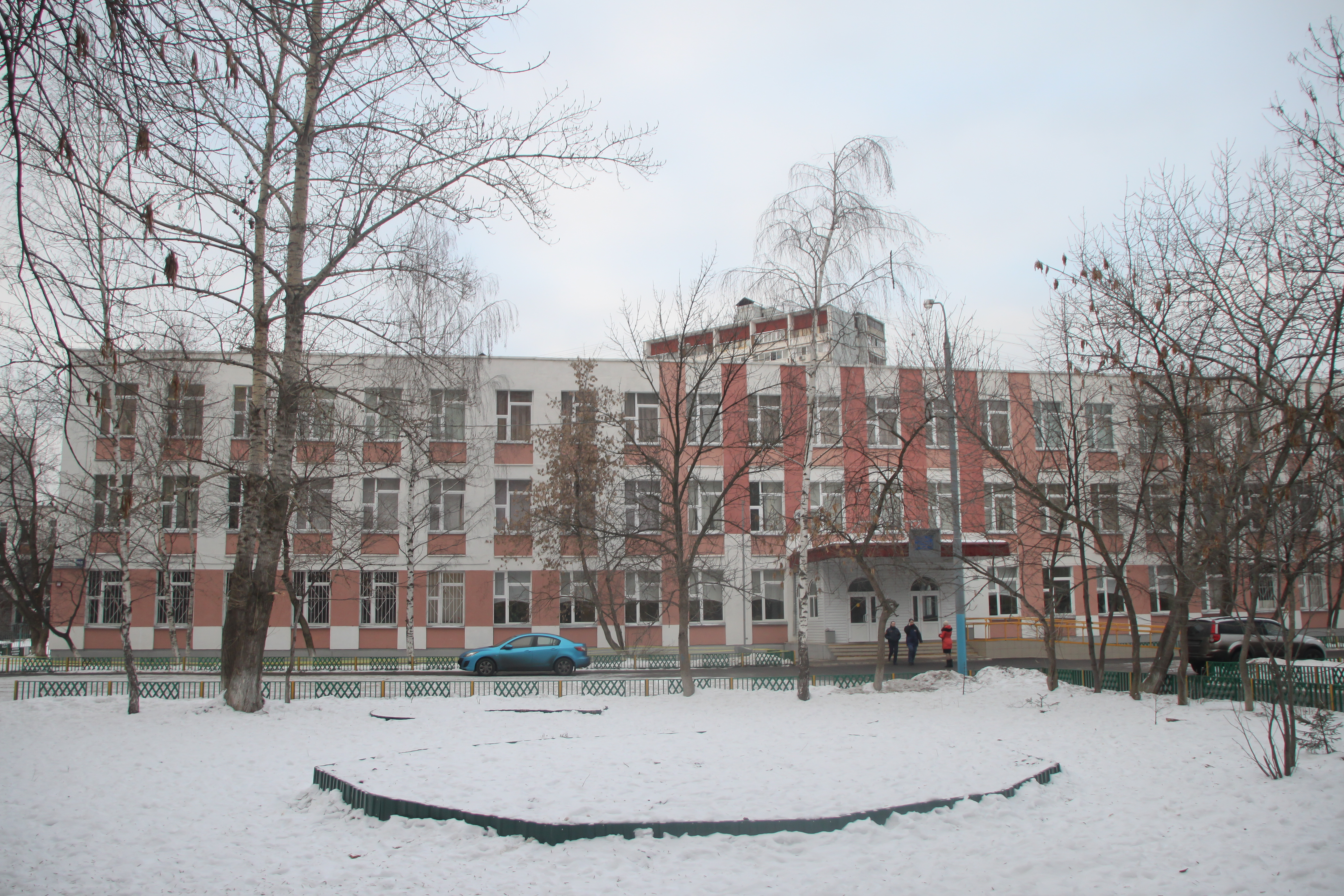
第263中学

2014年莫斯科校园枪击案发生于2014年2月3日，俄罗斯莫斯科奥特拉德诺耶第263中学15岁的高中生谢尔盖·戈尔杰耶夫（俄語：Сергей Гордеев）开枪打死一名教师后并将29名学生劫为人质后，向駐校警察開槍，造成一死一傷，并向警方自首。

## 事发
上午11：40许，戈尔杰耶夫穿着大衣，用袋子装着警察上校父亲的萨科蒂卡T3步枪和BAR M1918小口径勃朗宁自动步枪上学。他胁迫保安，前往地理课堂向他的29岁老师安德烈·基里洛夫（俄語：Андрей Кириллов）的腹部开枪，看到他还活着，又朝其头部开出致命一枪。杀害基里洛夫后，他将班上29名学生劫为人质。戈尔杰耶夫随后向驻校警察开枪，38岁的准尉谢尔盖·布舒耶夫和29岁的高级警长弗拉基米尔·克鲁辛中弹。布舒耶夫送院后不治身亡，克鲁辛肩膀中弹。
特种部队一小时后抵达现场。戈尔杰耶夫起初打电话给母亲，随后其父亲被特种部队叫来谈判。父亲跟儿子通了15分钟电话后，穿着防弹衣亲自来到学校。30分钟后，戈尔杰耶夫释放人质。下午1：00左右，戈尔杰耶夫向当局自首后被抓获。有报告指出，戈尔杰耶夫在枪击案期间共开出11枪。

## 反应
俄罗斯总统弗拉基米尔·普京称该事件为悲剧，要求每个人关注儿童教育和枪支管制。他还告诉莫斯科克里姆林宫艺术文化顾问委员会：“新一代……需要有良好审美能力，理解并重视戏剧、音乐和美术能力的提升。”也有批评也指责接触美国文化和暴力电子游戏。莫斯科市长谢尔盖·谢苗诺维奇·苏比雅宁随后表示，莫斯科学校已进行安全检查。

## 肇事者
15岁的第263中学学生谢尔盖·戈尔杰耶夫被确认为枪击案肇事者。他是为全A学生，以优异成绩毕业，是全校学生学习的“模范学生”，为人很“内敛”。据称，他与向妨碍他毕业的地理老师发生冲突。最初有报道称遇害地理老师非安德烈·基里洛夫，但其后来被认定是与戈尔杰耶夫发生冲突的老师。俄罗斯调查委员会发言人弗拉基米尔·马尔表示，戈尔杰耶夫患有情绪障碍，他的同学表示，他之前跟其他老师和学生没有明显的冲突。